# Ministerium für Kinder, Jugend, Familie, Gleichstellung, Flucht und Integration des Landes Nordrhein-Westfalen

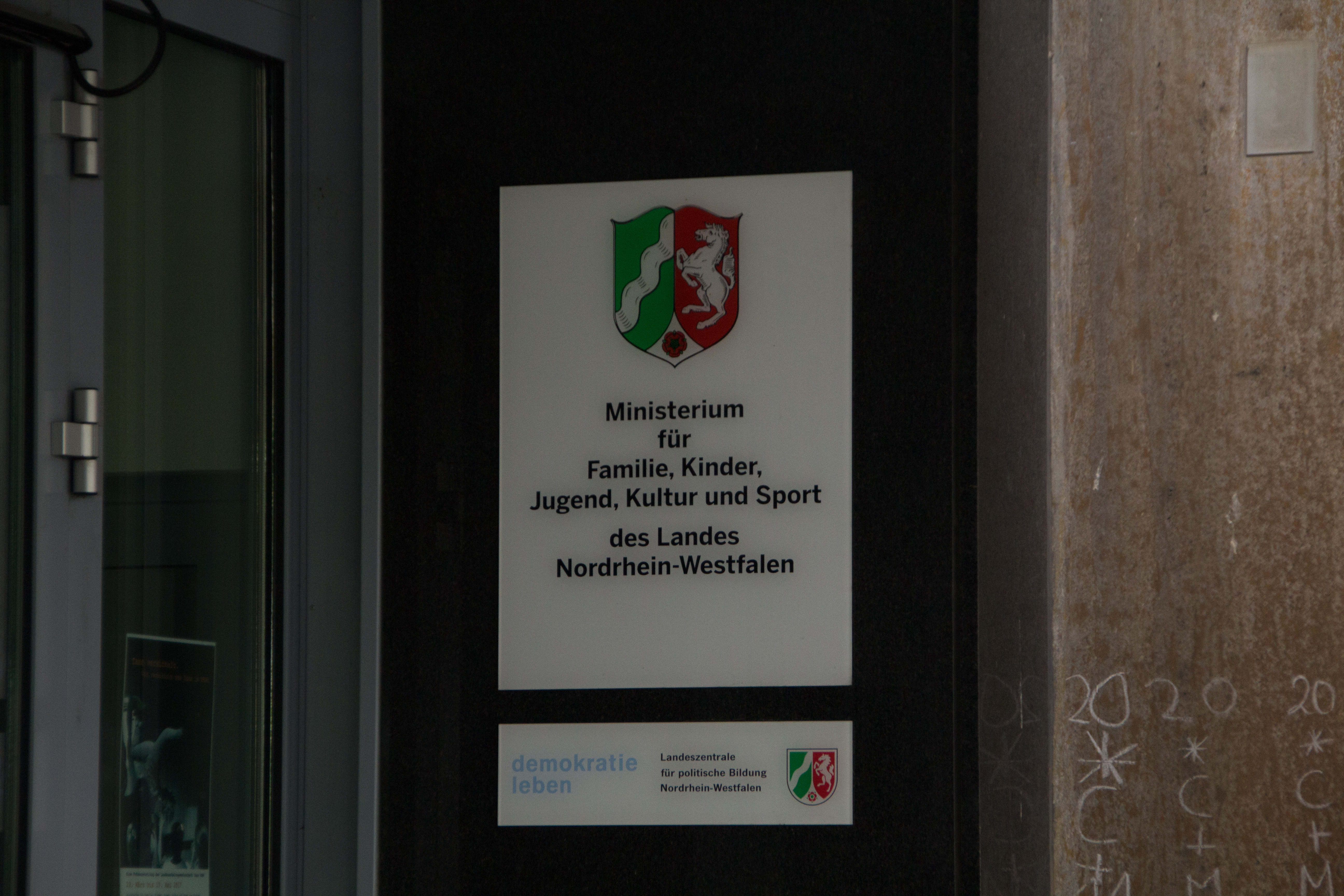
Ehemaliges Behördenschild des Ministeriums

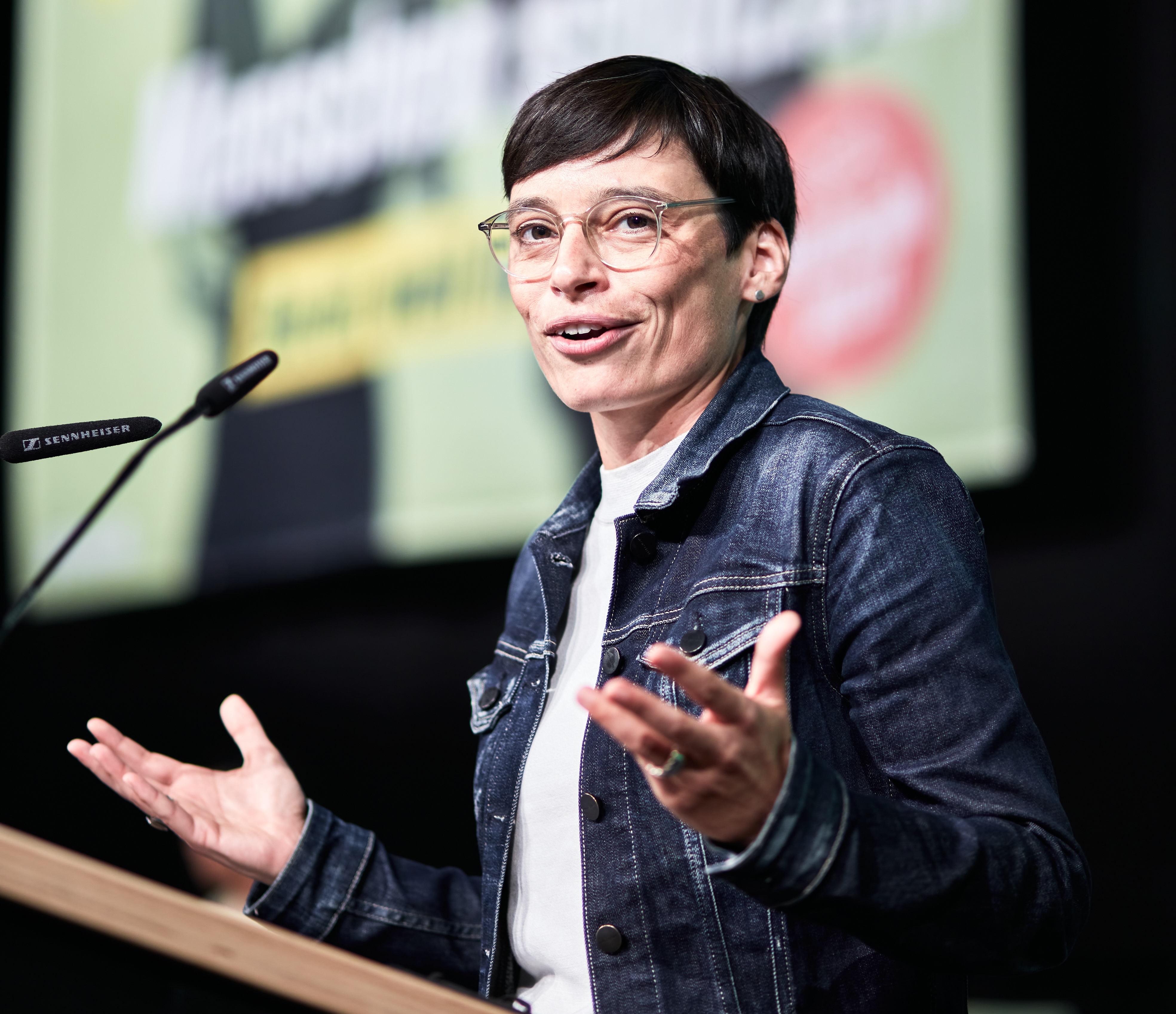
Ministerin Josefine Paul

Das Ministerium für Kinder, Jugend, Familie, Gleichstellung, Flucht und Integration, abgekürzt MKJFGFI NRW, ist eines von zwölf Ministerien des deutschen Landes Nordrhein-Westfalen.
Das Ministerium hat seinen Sitz in Düsseldorf. Amtsinhaber als Ministerin ist Josefine Paul (Bündnis 90/Die Grünen). Als Staatssekretär steht ihr Lorenz Bahr (ebenfalls Bündnis 90/Die Grünen) zur Seite.

## Geschichte
Das erste Ministerium in Nordrhein-Westfalen, das die Aufgaben „Familie“ und „Jugend“ im Namen führte, war das 1998 ins Leben gerufene Ministerium für Frauen, Jugend, Familie und Gesundheit. 2002 und 2005 erfolgten Umressortierungen: 2002 entstanden das Ministerium für Gesundheit, Soziales, Frauen und Familie und das Ministerium für Schule, Jugend und Kinder, 2005 das Ministerium für Generationen, Familie, Frauen und Integration.
Nach der Landtagswahl 2010 wurde das Ministerium für Familie, Kinder, Jugend, Kultur und Sport (MFKJKS) gegründet. Das neue Ministerium übernahm aus dem Geschäftsbereich des ehemaligen Ministeriums für Generationen, Familie, Frauen und Integration die Bereiche Familien, Kinder, Jugend, Freiwilligendienste und die Landeszentrale für Politische Bildung. Darüber hinaus übernahm das MFKJKS den Bereich Kultur aus dem Geschäftsbereich der Ministerpräsidentin und Sport aus dem ehemaligen Innenministerium. Die Aufgabenbereiche Kultur und Sport wurden damit zum ersten Mal in der Geschichte der nordrhein-westfälischen Ministerien mit der Familien-, Kinder- und Jugendpolitik zusammengelegt.
„Das [nach der Landtagswahl] 2017 gegründete Ministerium für Kinder, Familie, Flüchtlinge und Integration (MKFFI) ist Rechtsnachfolger des Ministeriums für Familie, Kinder, Jugend, Kultur und Sport (MFKJKS). Es übernimmt die Aufgabenbereiche "Integration von Menschen mit Zuwanderungsgeschichte", "Recht der Integration" und "Dialog mit dem Islam" aus dem ehemaligen Ministerium für Arbeit, Integration und Soziales (MAIS). Die Bereiche "Ausländer- und Asylangelegenheiten" und "Staatsangehörigkeitswesen" gehen über aus dem ehemaligen Ministerium für Inneres und Kommunales (MIK) und der Bereich "Lebensformenpolitik und gleichgeschlechtliche Lebensweisen (Politik für Lesben, Schwule, Bisexuelle, Transsexuelle, Transgender und Intersexuelle, LSBTI*)" aus dem ehemaligen Ministerium für Gesundheit, Emanzipation, Pflege und Alter (MGEPA).“
„Die bisherigen Zuständigkeiten für den Bereich "Kultur" und die Landeszentrale für politische Bildung gehen über in das Ministerium für Kultur und Wissenschaft (MKW). Die Aufgabenbereiche "Sport und Sportstätten" und "Bürgerschaftliches Engagement" wechseln in die Staatskanzlei.“

## Ziele
Das Ministerium hat die Aufgabe, in Nordrhein-Westfalen eine neue Kultur des Füreinander und Miteinander zu schaffen. Seine Schwerpunkte liegen in folgenden Bereichen:
- Gute Rahmenbedingungen für das Familienleben ermöglichen
- Allen Kindern gleiche Chancen eröffnen

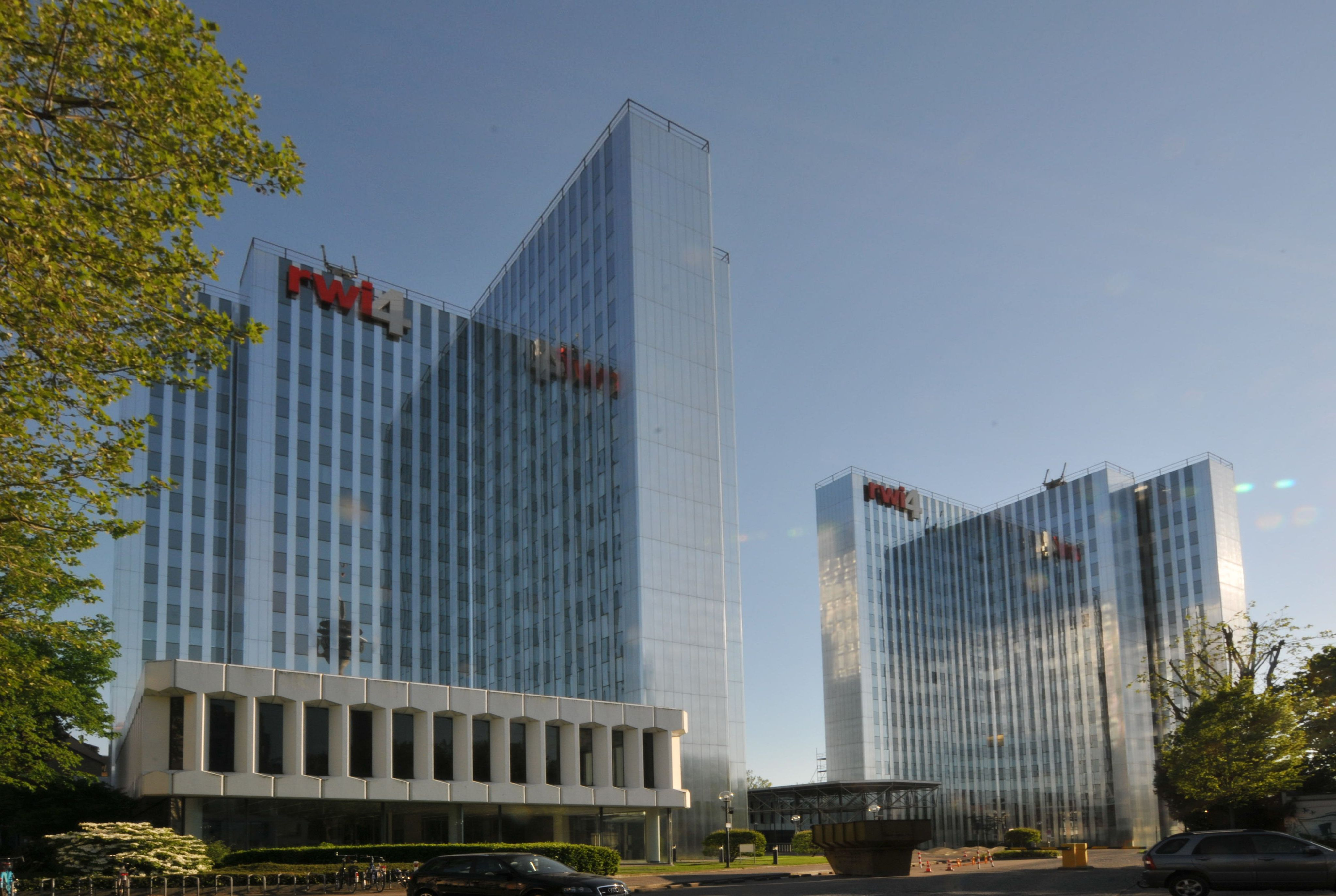
Sitz des Ministeriums im RWI4 Hochhaus in der Völklinger Straße 4 in Düsseldorf

- Sitz des Ministeriums im RWI4 Hochhaus in der Völklinger Straße 4 in DüsseldorfJugendlichen Gehör verschaffen[5]

## Aufgaben und Profil
In den Aufgabenbereich des Ministeriums für Kinder, Jugend, Familie, Gleichstellung, Flucht und Integration fallen folgende Bereiche: 
- Familienpolitik
- Kinder- und Jugendpolitik
- Integration von Menschen mit Zuwanderungsgeschichte, Recht der Integration und Dialog mit dem Islam
- Ausländer- und Asylangelegenheiten und Staatsangehörigkeitswesen
- Lebensformenpolitik und gleichgeschlechtliche Lebensweisen (Politik für Lesben, Schwule, Bisexuelle, Transsexuelle, Transgender und Intersexuelle, LSBTI*)
- Gleichstellung[6]

## Minister seit 1998
| Name                                                                         | Amtsantritt                                         | Kabinett                                            | Partei                                              |
| Minister für Frauen, Jugend, Familie und Gesundheit                          | Minister für Frauen, Jugend, Familie und Gesundheit | Minister für Frauen, Jugend, Familie und Gesundheit | Minister für Frauen, Jugend, Familie und Gesundheit |
| ---------------------------------------------------------------------------- | --------------------------------------------------- | --------------------------------------------------- | --------------------------------------------------- |
| Birgit Fischer                                                               | 9. Juni 1998 27. Juni 2000                          | Clement I Clement II                                | SPD                                                 |
| Minister für Gesundheit, Soziales, Frauen und Familie                        |                                                     |                                                     |                                                     |
| Birgit Fischer                                                               | 12. November 2002                                   | Steinbrück                                          | SPD                                                 |
| Minister für Generationen, Familie, Frauen und Integration                   |                                                     |                                                     |                                                     |
| Armin Laschet                                                                | 24. Juni 2005                                       | Rüttgers                                            | CDU                                                 |
| Minister für Familie, Kinder, Jugend, Kultur und Sport                       |                                                     |                                                     |                                                     |
| Ute Schäfer                                                                  | 15. Juli 2010 21. Juni 2012                         | Kraft I Kraft II                                    | SPD                                                 |
| Christina Kampmann                                                           | 1. Oktober 2015                                     | Kraft II                                            | SPD                                                 |
| Minister für Kinder, Familie, Flüchtlinge und Integration                    |                                                     |                                                     |                                                     |
| Joachim Stamp                                                                | 30. Juni 2017 28. Oktober 2021                      | Laschet Wüst I                                      | FDP                                                 |
| Minister für Kinder, Jugend, Familie, Gleichstellung, Flucht und Integration |                                                     |                                                     |                                                     |
| Josefine Paul                                                                | 29. Juni 2022                                       | Wüst II                                             | Grüne                                               |